# Paule Lonneville
Paule Lonneville (Brugge, 20 maart 1943) is een Belgisch beeldend kunstenaar. Ze is sinds de jaren 1960 actief in de disciplines schilderen, grafiek, aquarel, pastel en mixed media.

## Biografie
Naast de economische humaniora volgde Lonneville tekenen en schilderen aan de Academie voor Schone kunsten in Eeklo onder leiding van leraar-kunstenaar Achiel Pauwels. Zij volgde een academische opleiding in de beeldende kunsten aan de Sint-Lucas School of Arts (LUCA), onder andere leraar-kunstenaar Raf Coorevits, in Gent, die ze van 1962 tot 1966 combineerde met een lerarenopleiding. Tegelijkertijd schoolde ze zich bij aan de Stedelijke Academie voor Schone Kunsten (KASK) in Gent, onder leiding van Jan Burssens. Tot 1998 gaf zij het vak beeldende vorming in onder meer Hemelsdaele Brugge (nu Sint-Leo Hemelsdaele) en Sint-Pietersinstituut Gent.
In 1982 werd Lonneville lid van C.V.K.V. 'Kunsttijdschrift "Vlaanderen'. Ze was regelmatig jurylid voor verschillende kunstwedstrijden.
Ze woont en werkt in Sint-Martens-Latem.

## Situering
Lonnevilles totaaloeuvre is lastig te omschrijven: het is een esthetische vermenging van lyrische abstractie en surrealisme, met de klemtoon op koloriet en lijnenspel.

## Tentoonstellingen (selectie)
Paule Lonneville exposeerde op solo- en groepstentoonstellingen, waaronder:
- 1964: 't Schuttershof Deurle, met o.a. de kunstenaars Karel Dierickx, Camiel Van Breedam en Roger Wittevrongel.
- 1978: Le Salon 'Metamorphoses' Grand Palais Paris. De Standaard, fvt, 24 april, 'België eregast op Salon des Artistes'.
- 1982: Casino Koksijde. Prijs voor Europese Kunstverdienste en bijzondere vermelding van de Pers. Gazet van Antwerpen, 31 maart, 'Prijzen voor Europese kunstverdienste uitgereikt te Koksijde'.
- 1987: Museum Deinze & Leiestreek (nu MUDEL). Tijdschrift 'Openbaar Kunstbezit in Vlaanderen', Etienne De Cuyper, reportage over solo-tentoonstelling Paule Lonneville in museum Deinze en Leiestreek.
- 1987: 't Hof te Puttens Lede, met Octave Landuyt. Het Laatste Nieuws, Lo, juni, 'Paule Lonneville en Octave Landuyt te Lede'
- 2008: Museum Leon De Smet. De Gentenaar, avd, 6 juni, 'Festival toont beeldende kunst' in o.a. Museum Leon De Smet in Deurle.

## Collecties
- 1982 & 1987: Werken opgenomen in het Prentenkabinet van de Koninklijke Bibliotheek Brussel.
- 1984: Werk aangekocht door het Provinciaal Patrimonium van Oost-Vlaanderen.
- 1984: Werk aangekocht door de gemeente Moorsele.
- 1987: Werk aangekocht door Koninklijke Bibliotheek te Brussel.
- 1987: Werk opgenomen in Museum van Deinze en de Leiestreek (nu MUDEL).
- 1988: Werk aangekocht door Stedelijk Prentencabinet Antwerpen, Provinciaal Patrimonium Antwerpen.
- 1988: Werk aangekocht door Provincie Oost-Vlaanderen.
- 1991: Werk aangekocht door Sint-Pietersinstituut Gent.
- 2000: Werk aangekocht door de gemeente Sint-Martens-Latem.
- 2000: Werk in bezit van Rijksuniversiteit Gent.

## Persartikels & naslagwerken
- 1975: De Spectator, André Glavimans, 15 maart 'Paule Lonneville en de vrijheid'.[2]
- 1976: Kunstboek 'Kunstenaars van Nu', Walter De Taeye, Uitgeverij Lannoo, Tielt, pp.262, ISBN 9020906267.[3]
- 1978: Het Laatste Nieuws, Nicole Verschoore, 29 juni, 'Vlaams schip maakt met kunst een zeven-stedentocht door Nederland'.
- 1981: 'Jalons et Actualités des Arts' Remi de Cnodder, september-oktober, pag. 59.[4]
- 1981: Arts Antiques Auctions, Remi De Cnodder, oktober.[5]
- 1981: Spectator, Remi de Cnodder, 11 juli, 'Vlaams Centrum voor Grafiek op Tenerife' (gastleraar Octave Landuyt).
- 1982: Kunsttijdschrift Vlaanderen, 'Het paard in literatuur en beeldende kunst' Willy Otte.
- 1984: t Kofschip: tijdschrift voor literatuur en beeldende kunsten, Jan Vercammen, letterkundige, maart.[6]
- 1989: Arts Antiques Auctions, Remi De Cnodder, juni, pag. 80.
- 1991: Opgenomen in 'Geïllustreerd biografisch woordenboek der kunstenaars in België na 1830', uitgever Arto, Brussel.[7]
- 1999: 'Artistes & Galeries', Nicolas Poncelet, uitgeverij Art in Belgium.[8]
- 1999-2000: Opgenomen in 'De Belgische beeldende kunstenaars uit de 19de en 20ste eeuw', Paul Piron, uitgever Art Belgium Brussel, ISBN 9076676011.[9]